# Cerocida strigosa
Cerocida strigosa är en spindelart som beskrevs av Simon 1894. Cerocida strigosa ingår i släktet Cerocida och familjen klotspindlar. Inga underarter finns listade i Catalogue of Life.